# (6255) Kuma
(6255) Kuma (1994 XT) – planetoida z pasa głównego asteroid okrążająca Słońce w ciągu 4,54 lat w średniej odległości 2,74 j.a. Odkryta 5 grudnia 1994 roku.